# Eusterinx diminuta
Eusterinx diminuta là một loài tò vò trong họ Ichneumonidae.